# Johannes Müller-Lancé

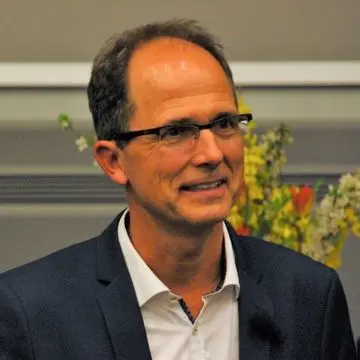
Johannes Müller-Lancé

Johannes Müller-Lancé (* 12. Januar 1963 in Freiburg) ist ein deutscher Romanist.

## Leben
Er studierte an den Universitäten Freiburg im Breisgau und Tours Französisch und Latein (1. Staatsexamen). Nach der Promotion im Fach Romanische Philologie (Französisch, Spanisch) bei Wolfgang Raible absolvierte er das gymnasiale Referendariat in den Fächern Französisch und Latein (Abschluss mit 2. Staatsexamen). Als Assistent von Hans-Martin Gauger habilitierte er sich in Romanischer Sprachwissenschaft an der Albert-Ludwigs-Universität Freiburg. Seit 2002 ist er Professor für Romanische Sprach- und Medienwissenschaft (Schwerpunkt Französisch und Spanisch) der Universität Mannheim.
Seine Forschungsschwerpunkte sind Spracherwerb (Zweit- und Drittspracherwerb, kognitive und soziale Aspekte von Mehrsprachigkeit, Geschichte des Fremdsprachenunterrichts, Sprachkontakt, Mehrsprachigkeitsdidaktik, Englisch und Latein in Kooperation), Medienlinguistik (Sprache im Online- und Offline-Journalismus, Orthographie in Neuen und Alten Medien, Pressetextsorten, Special Interest-Magazine, Sprache der Sportberichterstattung, Werbesprache) und Sprachgeschichte (Historische Mehrsprachigkeitssituationen, historische Morphosyntax, Vulgärlatein, Orthographieentwicklung in Frankreich und Spanien).

## Schriften (Auswahl)
- Absolute Konstruktionen vom Altlatein bis zum Neufranzösischen. Ein Epochenvergleich unter Berücksichtigung von Mündlichkeit und Schriftlichkeit. Tübingen 1994, ISBN 3-8233-4279-7.
- Der Wortschatz romanischer Sprachen im Tertiärsprachenerwerb: Lernerstrategien am Beispiel des Spanischen, Italienischen und Katalanischen (= Tertiärsprachen. Drei- und Mehrsprachigkeit. Nr. 7). 2.  Auflage. Stauffenburg-Verl, Tübingen 2006, ISBN 3-86057-866-9.
- Trendsportmagazine in Deutschland und Frankreich. Eine medienlinguistische Analyse. Landau 2016, ISBN 3-944996-29-1.
- Latein für Romanist*innen: ein Lehr- und Arbeitsbuch. 3., überarbeitete  Auflage. Narr Francke Attempto Verlag GmbH & Co. KG, Tübingen 2020, ISBN 978-3-8233-8405-2.